# 第12特科隊
第12特科隊（だいじゅうにとっかたい、JGSDF 12th Artillery Unit）は、陸上自衛隊宇都宮駐屯地（栃木県宇都宮市）に駐屯していた第12旅団隷下の野戦特科部隊である。

## 沿革
- 2001年（平成13年）3月27日：第12師団の旅団改編に伴い、第12特科連隊から縮小新編。

1. 11個射撃中隊から4個射撃中隊に縮小（一部人員は第6地対艦ミサイル連隊に異動）。
2. 後方支援体制変換に伴い、整備部門を第12後方支援隊第2整備中隊特科直接支援小隊へ移管。

- 2008年（平成20年）8月1日：第1射撃中隊長に戦闘職種としては初の女性中隊長に横田紀子3等陸佐（防大41期、指揮幕僚課程修了）が着任[1][2]。
- 2011年（平成23年）4月22日：第6地対艦ミサイル連隊の廃止に伴い同連隊から宇都宮駐屯地司令職務担任部隊に指定｡
- 2015年（平成27年）3月25日：第4射撃中隊が廃止[3]。
- 2023年（令和05年）3月16日：第12特科隊（宇都宮駐屯地）が廃止[4][5]｡東部方面特科連隊第2特科大隊に改編。

## 廃止時の部隊編成
- 第12特科隊本部
- 本部管理中隊「12特-本」：対砲レーダ装置 JTPS-P16、対迫レーダ装置 JMPQ-P13
- 第1射撃中隊「12特-1」：155mmりゅう弾砲 FH70、中砲けん引車
- 第2射撃中隊「12特-2」：155mmりゅう弾砲 FH70、中砲けん引車
- 第3射撃中隊「12特-3」：155mmりゅう弾砲 FH70、中砲けん引車

## 整備支援部隊
- 第12後方支援隊第2整備中隊特科直接支援小隊「12後支-2整-特」（宇都宮駐屯地）：2001年（平成13年）3月27日から2023年（令和05年）3月16日の間。

## 第12特科隊長
| 代 | 氏名       | 在職期間                        | 前職                                  | 後職                                    |
| -- | ---------- | ------------------------------- | ------------------------------------- | --------------------------------------- |
| 01 | 菊池哲也   | 2001年03月27日 - 2003年03月26日 | 陸上幕僚監部教育訓練部教育課勤務      | 統合幕僚会議事務局第1幕僚室 企画班長    |
| 02 | 伊集院兼一 | 2003年03月27日 - 2005年03月31日 | 陸上自衛隊小平学校学校教官            | 情報本部                                |
| 03 | 狩野康夫   | 2005年04月01日 - 2007年07月31日 | 陸上自衛隊富士学校特科部研究課長      | 陸上自衛隊研究本部研究員                |
| 04 | 荒木智弘   | 2007年08月01日 - 2009年07月31日 | 第1特科団本部高級幕僚                 | 陸上自衛隊北海道補給処総務部長          |
| 05 | 田上秀二   | 2009年08月01日 - 2011年07月31日 | 北部方面総監部防衛部防衛課 陸上連絡官 | 陸上自衛隊幹部学校学校教官              |
| 06 | 阿部仁一   | 2011年08月01日 - 2013年07月31日 | 第13旅団司令部第3部長                 | 第5旅団司令部幕僚長                     |
| 07 | 山下慎一   | 2013年08月01日 - 2015年07月31日 | 第13旅団司令部第3部長                 | 陸上自衛隊富士学校特科部 訓練評価室長   |
| 08 | 内山浩成   | 2015年08月01日 - 2017年03月22日 | 陸上幕僚監部運用支援・情報部付        | 陸上幕僚監部防衛部 情報通信・研究課勤務 |
| 09 | 小田島邦弘 | 2017年03月23日 - 2019年07月31日 | 陸上自衛隊富士学校主任教官            | 陸上自衛隊北海道補給処総務部長          |
| 10 | 大山修     | 2019年08月01日 - 2020年12月21日 | 陸上総隊司令部運用部運用課長          | 陸上幕僚監部防衛部防衛課勤務            |
| 11 | 藤本倫徳   | 2020年12月22日 - 2023年03月15日 | 陸上自衛隊富士学校主任教官            | 東部方面総監部防衛部防衛課 陸上連絡官   |

## 主要装備
- 155mmりゅう弾砲 FH70
- 中砲けん引車
- 対砲レーダ装置 JTPS-P16
- 対迫レーダ装置 JMPQ-P13
- 1/2tトラック / 73式小型トラック
- 1 1/2tトラック / 73式中型トラック
- 3 1/2tトラック / 73式大型トラック
- 89式5.56mm小銃

廃止部隊
- 第4射撃中隊「12特-4」：2015年（平成27年）3月25日廃止。